# 永乐盛世
永乐盛世，是明朝明成祖朱棣統治时期（1402－1424）所出現的盛世，而明成祖统治期间以永乐作為年號。永樂盛世時，明朝進入最繁華的鼎盛時期，國威遠揚。

## 历史

### 靖难之役

明成祖朱棣

明太祖分封诸子為王，以加強邊防，藩屏皇室。諸王之中，以北方諸王勢力較強，又以秦王朱樉、晉王朱棡與燕王朱棣的勢力最大。為防止朝中奸臣不軌，明太祖規定諸王可移文中央捉拿奸臣，必要時得奉天子密詔，領兵「靖難」（意为“平定國難”）。同時為防止諸王尾大不掉，明太祖也允許今後的皇帝在必要時可下令「削藩」。
1398年明太祖驾崩，由於太子朱標早死，由皇太孫朱允炆即位，年號建文，即明惠宗（亦稱建文帝、明惠帝）。明惠宗為鞏固皇權，與親信大臣齊泰、黃子澄等密謀削藩。周王、代王、齊王、湘王等先後或被廢為庶人，或被殺。同時以邊防為名調離燕王的精兵，準備削除燕王。結果燕王朱棣在姚廣孝的建議下以「清君側，靖內難」的名義起兵，最後迂迴南下，佔領京師，是為靖難之變。朱棣即位，即明成祖，年號永樂。明惠宗在宮城大火中下落不明。

### 开创盛世
明成祖時期武功昌盛，明成祖先是出擊安南，将安南纳入明朝版图，设立交趾布政司。明成祖之后又親自五入漠北攻打北元分裂後的韃靼與瓦剌。明成祖冊封瓦剌三王，使與韃靼對立，等到瓦剌興盛後又助韃靼討伐瓦剌，不使任何一方独大。同时，明成祖撤去大宁都司，将宁王朱权内迁南昌，授予兀良哈蒙古的朵颜、泰宁和福余三个卫所自治权，但不允许三卫蒙古人南迁到大宁地区驻牧。明成祖还于1406年和1422年对兀良哈蒙古进行镇压，以维持这一地区的稳定。明成祖為安撫東北女真各部，在歸附的海西女真（位於松花江上游）與建州女真（位於松花江、牡丹江之間）設置衛所，並派亦失哈安撫位於黑龍江下游的野人女真。1407年亦失哈在混同江廟街的對岸塔林設置奴兒干都司，擴大明朝東疆，亦失哈并于1413年视察库页岛，宣示明朝对此地的宗主权。明成祖一改明太祖閉關自守的外交策略，自1405年開始派宦官鄭和下西洋，向各國交往、宣示威德以及建立朝貢體制，也有為圍堵西亞帖木兒帝國的說法。鄭和下西洋前後七次，前六次均在永乐年间由明成祖派遣，郑和船队足迹遍佈東南亞與南亞地區，還於滿剌加建有基地。其規模空前，最遠到達東非索馬利亞地區，擴大明朝對南洋、西洋各國的影響力。
文治方面，明成祖修大型類書《永樂大典》，在三年時間內即告完成。《永樂大典》有22877卷，其中凡例、目錄60卷，全書分裝為11095冊，引書達七八千種，字數約有三億七千多萬， 且未有任何刪節，《永樂大典》在編成後即被深鎖皇宮數百年，以至當時有多人認為《大典》已在戰火中被毀。根據記載，明朝年間僅有明孝宗和明世宗二帝閱《大典》。此外，明成祖并未将《永乐大典》复写刊刻，且决定只制作一份抄本，並于1409年完成。1405年明成祖將北平改名北京，稱行在，並設立北平國子監等衙門。1409年，明成祖巡幸北京，在北京設立六部與都察院，並在北京為逝世的徐皇后設立陵寢，已經顯示遷都的跡象。經過十幾年的經營，北京初步得到繁榮。1416年明成祖公佈遷都的想法，得到認同，隔年開始大規模營造北京。1420年宣告完工，隔年遷都。因為永樂年間天下大治，並且大力開拓海外交流，所以有學者將這段時期稱為永樂盛世。但是明成祖同樣對異議者大肆殺戮，諸如黃子澄、齊泰等明惠宗舊臣等都被殺。著名思想家方孝孺就是被明成祖下令處死，並誅滅十族。
明成祖驾崩後，其長子朱高熾即位，即明仁宗，年號洪熙。

## 疆域

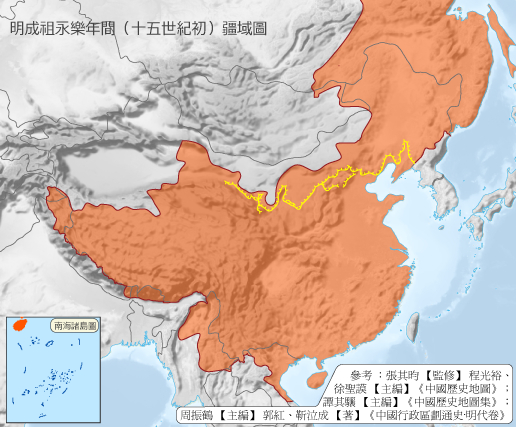
《中国历史地图集》中描绘的明永乐年间的明朝最大疆域，包括羁縻地东北地区（包括外东北）、新疆哈密、青藏地区和短暂占据的安南地。

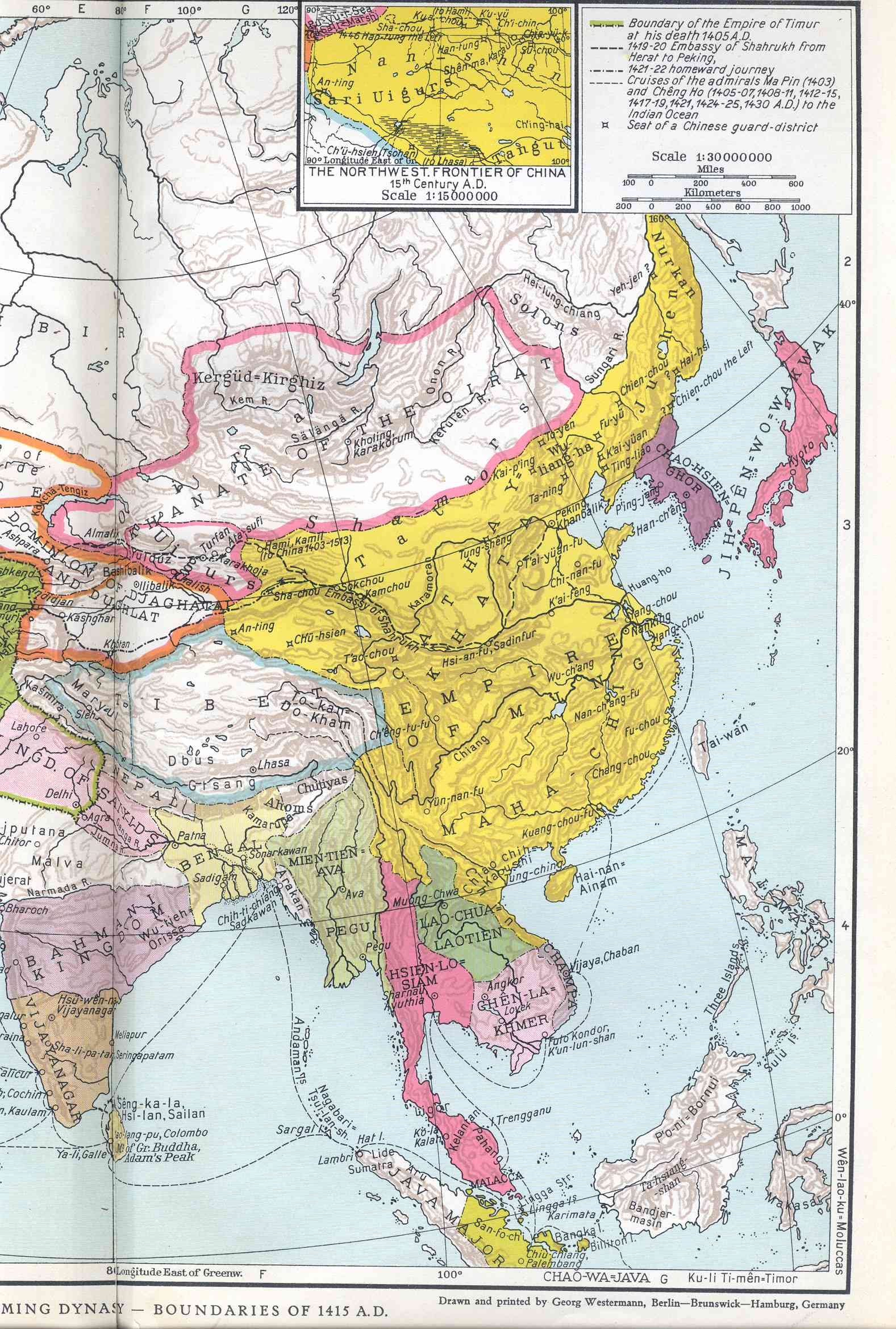
哈佛大学出版的地圖對明朝永乐年间疆域的描繪，地圖中烏思藏並非明朝的疆域。

根据《明史·志第十六》記載，明朝初年「计明初封略，东起朝鲜，西据吐番，南包安南，北距大碛，东西一万一千七百五十里，南北一万零九百四里」。
毛佩琦认为明长城并不是明朝和北面蒙古的国界，而是一个秩序界限，是长城以北的游牧经济文化和长城以南的农耕经济文化的界限；明朝与蒙古族之间从未因疆域有过冲突，只有经济上的冲突。但亦有指出，北元及蒙古諸部終明一代始终是明朝的巨大威胁。《明史·兵志》说：“终明之世，边防甚重”，主要就是指对北方蒙古防御而言的。而这些花费了无数人力、物力、财力而修筑的长城和壕垣，基本上都是为了防御蒙古骑兵的南下。
明成祖在位期间对于中国北方地区不光是派遣武将出征，而且还亲自率师出征；此外，他在西北设立了地方行政机构哈密卫，加强了对西北的控制。在东北设立了军事机构奴儿干都司，实际控制了以女真族为主体的东北地区。在西南建立了贵州省，在南方（今越南北方）设置交阯省（但在明成祖去世不久即放弃）。不過，史學界對明朝是否實際統治了西藏存在較大的爭議，如《劍橋中國明代史》指出：「西藏在元朝與中國有著廣泛的聯繫，但與明朝幾乎沒有外交關係……無論是在經濟領域，還是在政治領域，西藏人都未覺得他們是明朝廷臣民。另外，他們無須中國（明朝）居中調解而維持著與其他國家和民族的關係」。
葛劍雄指出，明朝對在長城以北領土的統治並不穩定，而且管理時間相對為短且效率不高：「在北方，為了打擊元朝的殘餘勢力，明軍不上一次發動進攻，洪武時的北界推進到了今西遼河、西拉木倫河、內蒙古克什克騰旗、查干諾爾、陰山山脈和賀蘭山一線，並設置了不少衛所。但以後陸續後撤，到宣德五年（1430年），在今北京、河北、山西境內的明朝北界已經退到了長城。在今陝西、寧夏和甘肅境內的明朝疆域也是以長城一線為北界和西界了」。

## 政治

### 迁都
明成祖朱棣夺位后，决定迁都到自己的根據地燕京，即北平府，永樂元年（1403年）改北平府為順天府，升為「行在」。強令遷入各地流民、江南富戶和山西商人等百姓，永樂四年（1406年），興建燕京宮殿、城池。永樂十四年（1416年），召集群臣，正式商議遷都燕京，對於反對的大臣，一一整肅，從此無人反對。次年，紫禁城正式動工。永乐十八年（1420年）建造完毕。永乐十九年（1421年），朱棣正式将明朝首都迁到燕京，改稱北京，以故都金陵為南京。从此以后，北京就是中国的政治中心。为此重新修建了北京城和北京的宫殿，同时为了保证北京的供应，重新疏通了大运河，利用运河开展漕运，使运河成为重要的南北运输大动脉。明成祖遷都，有史學家稱之為：「天子守國門」之舉。

### 改革吏治
明太祖朱元璋时，由于废除了丞相制度，皇帝直接领导六部，事无鉅细都要皇帝亲自处理，所以皇帝需非常勞心。明成祖时期，完善了文官制度，在朝廷中逐渐形成了后来内阁制度的雏形。内阁制度，不仅成为明朝政治体制的重要特点，而且对后来全世界的政治体制都有所影响。

## 军事

### 改革军制
明成祖时期建立了禁卫军京师三大营，而三大营是明朝军队对外出征的主力。

### 進军漠北
为了彻底解决蒙元贵族的残余势力，从永乐八年（1410年）开始，明成祖禦駕親征率领明军北伐漠北。这次北伐，明军击破五万蒙古骑，迫使蒙古本部的鞑靼向明朝称臣纳贡，永乐帝封鞑靼权臣阿鲁台为和宁王。随后明朝大军一直进入到极北，在巨石上刻字为碑“翰海为镡，天山为锷。”永乐十年（1414年），永乐帝举行第二次北伐，击败了蒙古另一部瓦剌，瓦剌遣使谢罪之后，永乐帝班师回朝。永乐十七年（1421年），永乐帝举行第三次北伐，大败兀良哈三卫。明成祖五次北伐后，蒙古势力暂时削弱，明朝也已精疲力竭，无力再作大规模远征。此后蒙古直到明英宗的土木之變前都无法对明朝构成威胁。
永乐七年（1409年），明朝在黑龙江下游东岸奴儿干地方（元朝征东元帅府旧地），设立了奴儿干都司，管辖今黑龙江、乌苏里江、松花江流域和库页岛等地。

## 经济

### 农业
明成祖朱棣对各地方官吏要求极为严格，要求凡地方官吏必须深入了解民情，随时向朝廷反映民间疾苦。永乐十年(1412年)，朱棣命令入朝觐见的地方官吏五百余人各自陈述当地的民情，还规定「不言者罪之，言有不当者勿问」。之后，明成祖宣布「谕户部，凡郡县有司及朝使目击民艰不言者，悉逮治。」即地方官或中央派出的民情观察员，如果看到民间疾苦而不实报的，要逮捕法办。对民间发生了灾情，地方上要及时赈济，做到「水旱朝告夕振，无有雍塞」。

### 手工业
明成祖时期，布帛、丝绢、棉花绒和果钞已成为明朝赋税的重要部分，这也反映了当时经济作物的发展 。永乐和宣德年间是明代制瓷业的鼎盛时期，江西景德镇是当时中国制瓷业中心。景德镇制造的瓷器产量高，而且质量也好，在制瓷工艺方面取得许多新的成就。如明成祖时期的锥拱、脱胎，都是技术上的新创造。釉彩方面的成就尤为突出，甜白、翠青、釉里红是明成祖时期的名贵瓷器 。
《明史．卷八十》裡記載了在明成祖年期疏通的運河沿岸商業發達繁榮，促進了手工業的發展。
而民营矿冶却也在稳步发展，永乐元年（1403年），民间交铁课79800多斤。造船业也居世界前列。在南京城的北龙江（亦叫龙湾）和太仓刘家港是当时明朝的造船业基地。郑和下西洋所用的船，多半是龙江制造的。而在其他各地的造船业也都很发达。各地造船种类很多，有遮洋造、备倭造、战船、浅船、风快船、黄船，等等。其中海运税粮的遮洋造最大，可装载粮食四五百石。

## 文化
永乐元年(1403年)七月，明成祖朱棣命解缙、姚广孝、王景、邹辑等人纂修大型类书，至永乐二年(1404年)十一月编成《文献大成》，即《永乐大典》。修纂《永乐大典》并非出于文化专制的目的，而只是为了保留下更多的史书，能够为后人所用。《永乐大典》是中国古代编纂的一部大型类书，收录入《永乐大典》的图书均未删未改，是中华民族珍贵的文化遗产，是中国古代最大的百科全书，也是当时世界上最大的百科全书，比十八世纪中叶出版的《大英百科全书》和《法国百科全书》要早300多年。开创了世界文化史上百科全书编纂的先河。
《永樂大典》雖然是動員和花費了眾多的人力物力修纂而成，但明朝和歷代帝王中甚少有人閱讀，據記載只有明孝宗和明世宗常閱《大典》。《大典》在編成後即被深鎖皇宮數百年，以致當時有多名學者如顧炎武和談遷認為《大典》在萬曆晚年已經消失、全部皆佚。

## 外交

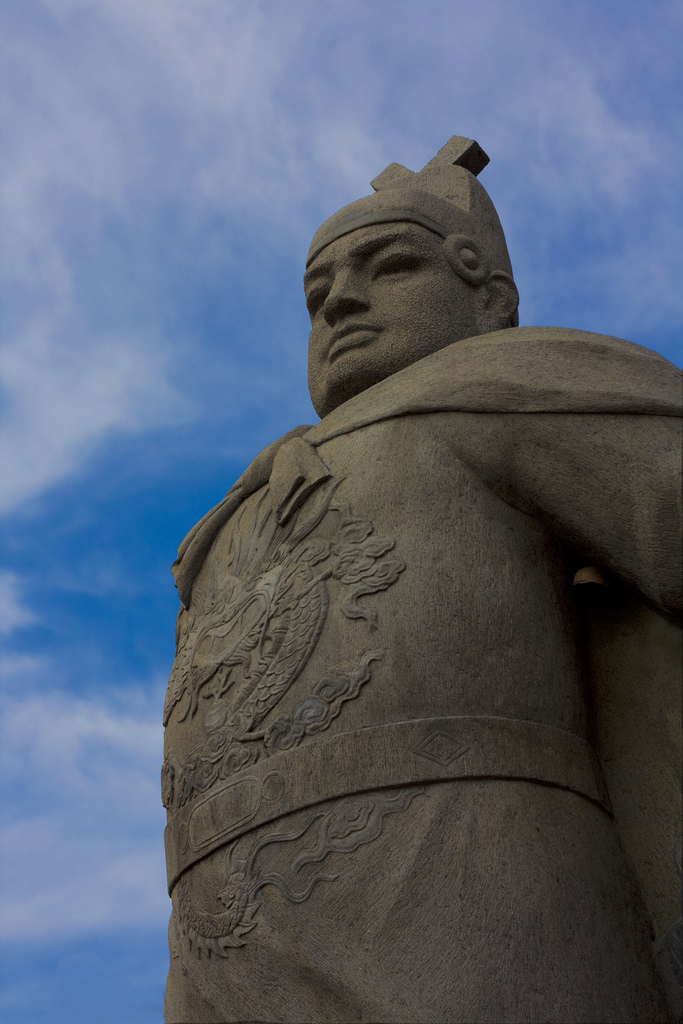
郑和

在外交上明成祖不但派了陈诚出使西域，而且派了郑和下西洋，成就了中国历史上最伟大的航海之举。同时向各國交往、宣示威德以及建立朝貢體制，也有為越洋圍堵西亞帖木兒帝國的說法。

### 海路
永乐三年（1405年），明成祖朱棣派遣宦官郑和为正使，王景弘为副使，率水手、官兵27800余人，乘“宝船”六十二艘，远航西洋。明朝舰队从苏州刘家港出发，到占城（今越南南部）、马来西亚的马六甲、印度尼西亚的爪哇、苏门答腊及锡兰等地，经印度西岸折回返国。以后又于1407年至1433年的二十多年间，先后七次出海远航，经过三十多个国家，最远曾达非洲东岸、红海和伊斯兰教圣地麦加。这就是郑和下西洋。

### 陆路
明成祖还多次派遣吏部验封司员外郎陈诚、中官李达等官员出使西域诸国，西域诸国如帖木儿帝国、吐鲁番、失剌斯、俺都准、火州也与明朝多次互派使者往来，称臣纳贡。明朝与西域诸国加强了政治、驻军和贸易往来，使得全国的统一形势得到进一步发展和巩固。

## 飢荒與災害
在永樂盛世期間有多起飢荒與災害的記載，據《明实录》記載，自洪武三十五年至永樂二十二年永樂帝在位期間，水災、旱災、蝗災以及瘟疫所引起的飢荒災害有二百七十六起，其中大多数灾荒为朝廷所了解，并给予了赈济或减免赋税。

## 评价
明代官修国史《明太宗实录》中评价对朱棣及整个永乐年间：至军国重务，必自决。左右或劝上少自逸者，祖宗付畀之重，一息不绝，其敢怠？！为政一循太祖旧规，申明法制，修述礼乐。躬谒孔子，幸太学。广召天下方闻博雅之士，蒐罗古今，著为大典。表章正学，集四书、五经、惟（性）理大全，垂训万世。德威广被，四裔君长，无间大小远迩，朝觐贡献请授官爵于阙下者无虚日。海外若榜葛剌、满剌加、忽鲁谟斯等处新受朝命为主者殆三十国。东踰辽水，鞑靼、女直（女真）、野人、兀良哈之地，立行都司、卫所，设官统治，几三百处。直西部落数百种皆重译来附，其请置官府者盖三之二。西南羌夷建宣慰、宣抚、安抚司及军卫郡县，视旧增益数倍。安南为逆，一举削平之，而郡县其地。独北虏反覆，数为边患，亲率六师征之，驱诸绝漠之外，虏遂不敢南向。盖唐虞三代以来，若汉之高帝、世祖，唐之文皇，宋之太祖，其宽仁大度、聪明文武、闳远之规、乾刚之用，帝皆兼而有之，是以功烈之盛，前古鲜俪焉。
清朝官修《明史》中描写永乐帝在位期间，“威德遐被，四方宾服，受朝命入贡者殆三十国，幅员之广，远迈汉唐”「永樂中，既得交阯，以絹，漆，蘇木，翠羽，紙扇，沉、速、安息諸香代租賦。廣東瓊州黎人、肇慶瑤人內附，輸賦比內地。天下本色稅糧三千餘萬石，絲鈔等二千餘萬。計是時，宇內富庶，賦入盈羨，米粟自輸京師數百萬石外，府縣倉廩蓄積甚豐，至紅腐不可食。歲歉，有司往往先發粟振貸，然後以聞。」
史學家毛佩琦稱清朝官修史书《明史》描绘朱棣雄才大略、勵精圖治，發展經濟，提倡文教，使得天下大治，並且宣扬国威，大力开拓海外交流，推动了中华民族多民族统一国家的发展，推动了中华民族多元一体民族文化的进程，以至称赞该时期“远迈汉唐”，故被称為永乐盛世 。
學者商傳稱永樂盛世「远远超过了后来的所谓康乾盛世」。
明史学家顾诚在文章《明前期耕地数新探》中评价：在历史上，明成祖是一个大有作为的君主，他的业绩应当给予足够的评价。但是，也应该看到朱棣的好大喜功，滥用人力、物力，把弓弦绷得太紧，给社会经济的发展带来了一些消极影响。
史學家白壽彝稱朱棣是個有作為的皇帝，並說中國歷史上有多次重大事件都是發生在永樂一朝。亦指出在永樂期間也出現不少問題，如官僚隊伍中「貪風，永樂之末已作」，「請託賄賂，公行無忌」，官員任用「漸循資格」，辦事「循習」成弊；經濟上鈔法敗壞，「物價騰涌」；軍隊中「自永樂以後，新官免試，舊官即比試，賄賂無不中」，造成「軍職日濫」，而其間「多貪暴怠懈，紀律不嚴，器械不利，城池不修，軍士缺伍，攻戰屯守之法漸廢弛」，由於「調度頻繁，營造日久」，致使「虛有屯種之名而田多荒蕪」，「兵之力疲而農之業廢」。總之，朱棣一意要建立大功，垂名後世，而舉國上下已經漏洞百出。白壽彝亦認為永樂盛世「被當時的人民群眾斷然否定」以及「唐賽兒起義是人民群眾對永樂太平盛世的斷然否定，是對朱棣『以愛民為本』的統治的恰當評價」。白壽彝认为永樂帝在國家“财力大窘”、在位期間連續發生四十多起民間動亂以及加重政府腐化的狀態下亦常以“圣主”和“明君”自許。